# Punta Olímpica
Punta Olímpica es un paso de alta montaña localizado a 5.015 m s. n. m. entre los macizos Ulta y Contrahierbas, perteneciente a la Cordillera Blanca, en los Andes peruanos. Se localiza en el límite de las provincias de Asunción y Carhuaz, en la región de Áncash.
En su ladera norte se construyó el túnel Punta Olímpica a 4.736 m s. n. m. (el egundo túnel vehicular a mayor altitud del mundo), un paso trasandino de 1380 metros de longitud.

## Historia

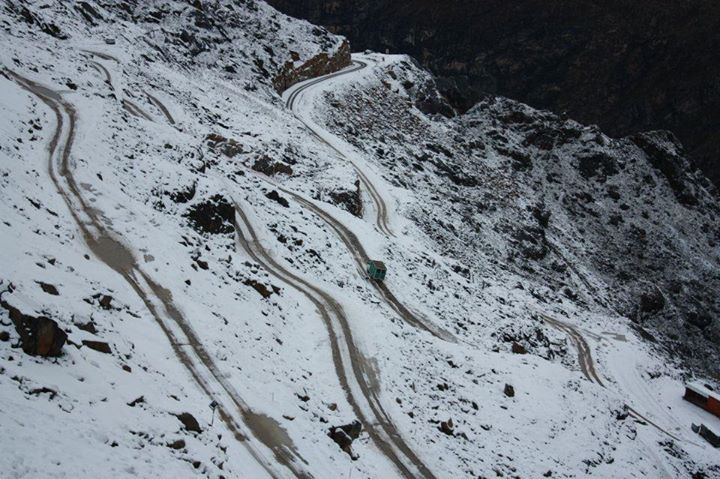
Carretera antigua ubicada entre los 4700 y 4900

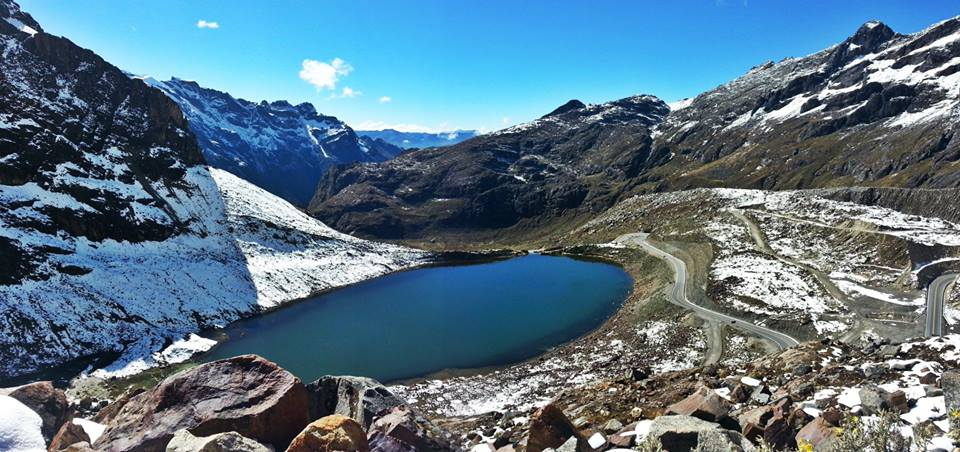
laguna Belaúnde ubicada en la falda de la montaña. En 1936 la laguna aún no se formaba.

A unos 5 km, se halla la cueva con arte rupestre de Yanamachay que data del 8.000 a. C. Se localiza en la quebrada Ichic Tiog y su ocupación por parte de cazadores recolectores nómadas, inició en una época en que el clima de la zona marcaba unos 2 o 3 grados más que los actuales. Sus ocupantes se dedicaron a la caza de auquénidos.
En la década de 1930, las autoridades de Chacas, en su anhelo de contar con una carretera que conectara su pueblo con el Callejón de Huaylas, planearon la construcción de la carretera Chacas - Carhuaz por esta zona. Así, el 9 de agosto de 1936, se conformó un grupo de jóvenes chacasinos encargados de estudiar este accidente geográfico. La expedición se conformó por Enrique Amez Castillo, Nadal Amez Espinoza, Wilfredo Amez Hoke, Serafín Conroy Chenda, Juan Falcón, Alberto Fortuna, Gustavo Loli y Tomás Roca-Vidal Saavedra. El grupo hizo cumbre en una garganta glaciar entre el macizo Contrahierbas y el macizo Ulta, ubicado a 5.015 m s. n. m. al que bautizaron como «Punta Olímpica» en honor a la victoria de la selección peruana de fútbol sobre Austria durante las Olimpiadas de la Alemania nazi de 1936.